# 女三代 如月法律事務所
『女三代 如月法律事務所』（おんなさんだい きさらぎほうりつじむしょ）は、2012年から2013年までテレビ東京・BSジャパン共同制作「水曜ミステリー9」で放送されたテレビドラマシリーズ。全2回。主演は竹下景子。

## 登場人物

### 如月法律事務所
如月瞳子
演 - 竹下景子
弁護士。亮介の妻。亮介と結婚後、暁代の影響で司法試験を受験する。
如月奈津美
演 - 森脇英理子
弁護士。祐太郎の妻。亮介と瞳子の義娘。テレビや雑誌で活躍している。
亀井みどり
演 - 大島蓉子
事務員。
如月暁代
演 - 藤村志保
弁護士。所長。亮介の母。弁護士会の会長を務めたこともある実力者。

### 如月家
如月亮介
演 - ラサール石井
瞳子の夫。暁代の息子。絵本作家。
如月祐太郎
演 - 永岡卓也
奈津美の夫。亮介と瞳子の息子。イタリアでシェフの修行をしている。

### ゲスト
★（依頼人）
第1作「完黙する女」（2012年）
- 田島和歌子（シルバーアクセサリー「apair」経営者 兼 クラブ「FUSION」ホステス） - 雛形あきこ ★
- 入江豪（12年前の大田原殺害で逃走中の容疑者） - 鳥羽潤
- 大田原康江（スナック「やすえ」ママ・大田原の妻） - 芦川よしみ
- 国枝亮二（ルポライター） - 阿南健治
- 大田原純一（東林大学 教授・12年前撲殺） - 篠塚勝
- 荒川久蔵（総和警備保障 警備員・元刑事） - 深水三章
- 沢木健輔（IT会社「Cyberwood」社長・東林大学大学院 卒業生） - 乃木涼介
- 森理美（葵女子大学 教授） - 橘ゆかり
- 原口光子（農家・和歌子の静岡県の借家の大家） - 和泉ちぬ
- クラブ「FUSION」ママ - 松井紀美江
- 田所（文暁社 編集長） - 外波山文明
- 入江（入江の母・故人） - 三谷侑未
- 和歌子のマンション管理人 - 築出静夫
- 中川（静岡県警駿東警察署 刑事） - 高木薫
- 冒頭の如月法律事務所の来客 - 佐藤亮太
- 小川岳志（裁判長） - 今村均
- 検事 - 筒井巧
- 古着屋店長 - 高橋K太
- 金森敏也（14年前の強盗致傷事件の容疑者でその後自殺・和歌子の恋人） - 鍬形仁
- ミキ（公園の子供） - 遠藤璃菜

第2作「もう一つの真実」（2013年）
- 里田五郎（里田製作所 社長・婿養子） - 村田雄浩
- 清瀬孝之（清瀬建設 社長・里田製作所 元従業員） - 冨家規政
- 里田真美（五郎と沙代の娘） - 山口愛
- 川原怜奈（デザイナー） - 遼河はるひ
- 立木修司（老舗料亭「立木」経営者） - 志村東吾
- 野島（山手南警察署 刑事） - 菊池隆則
- 米田（里田製作所 従業員） - 小山武宏
- 林田（刑事） - 高草量平
- 片野松代（片野の母） - 福井裕子
- 河井（老舗料亭「立木」板前） - 浅見小四郎
- 遠藤純一（煎餅屋） - 津村知与支
- 片野清次（前科3犯） - 大和屋ソセキ
- 向井直人（モデル） - 龍弥
- 裁判長 - 宮本充
- リポーター - 中西陽介
- パーティー出席者 - 広瀬彩、関口美保子
- 里田製作所 従業員 - 平林弘太朗
- 里田沙代（五郎の妻） - 中山忍 ★
- 里田宗一（里田製作所 先代社長・認知症） - 北村総一朗

## スタッフ
- 脚本 - 洞澤美恵子
- 監督 - 皆川智之
- 選曲 - 合田麻衣子
- 法律監修 - 洞澤美佳
- 技術協力 - Kカンパニー、ジースタッフ
- 美術協力 - 山崎美術
- プロデュース - 橋本かおり、大久保直実、大越大士
- 制作 - テレビ東京、BSジャパン、ビデオフォーカス

## 放送日程
| 話数 | 放送日        | サブタイトル   | 脚本       | 監督     |
| ---- | ------------- | -------------- | ---------- | -------- |
| 1    | 2012年2月29日 | 完黙する女     | 洞澤美恵子 | 皆川智之 |
| 2    | 2013年2月06日 | もう一つの真実 | 洞澤美恵子 | 皆川智之 |